# Teller County
Das Teller County ist ein County im Zentrum des US-Bundesstaats Colorado. Der Verwaltungssitz (County Seat) ist Cripple Creek.

## Geographie
Das County liegt im Osten von Colorado und hat eine Fläche von 1448 Quadratkilometern, wovon 5 Quadratkilometer Wasserflächen sind. Es grenzt im Uhrzeigersinn an die Countys Douglas im Norden, El Paso im Westen, Fremont im Süden bzw. Südosten und Park im Osten.
Der U.S. Highway 24 führt durch das County über den Ute Pass.

## Geschichte

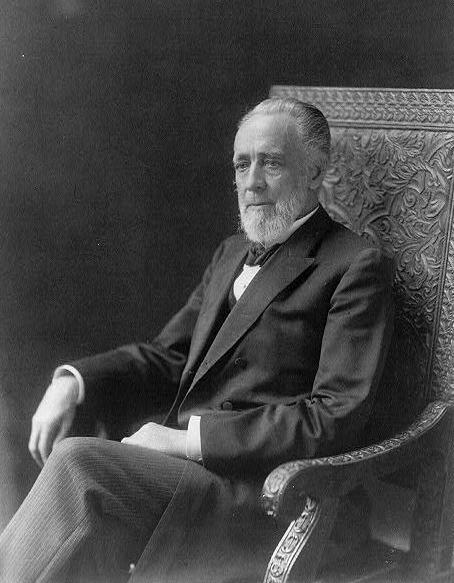
Henry Moore Teller

Das Zentrum Colorados war gleichfalls Mittelpunkt des Colorado Gold Rush im späten 19. Jahrhundert. Durch das County zieht sich auch der sog. Gold Belt Byway, eine Verbindungsstraße, die unterschiedliche Minen miteinander verband. Heute ist der Gold Belt Byway eine Straße, von der aus Panoramaansichten des zerklüfteten Geländes möglich sind.
Das County wurde 1899 aus dem westlich des Pikes Peak gelegenen Teil gelöst, nachdem die dortigen Minenarbeiter von den Männern des Sheriffs von El Paso County schikaniert wurden. Die Minenarbeiter organisierten sich und bildeten ihre eigene „Regierung“ in Cripple Creek. Teller County ist nach dem einstigen Innenminister aus Colorado, Henry Moore Teller, benannt.

## Demografische Daten

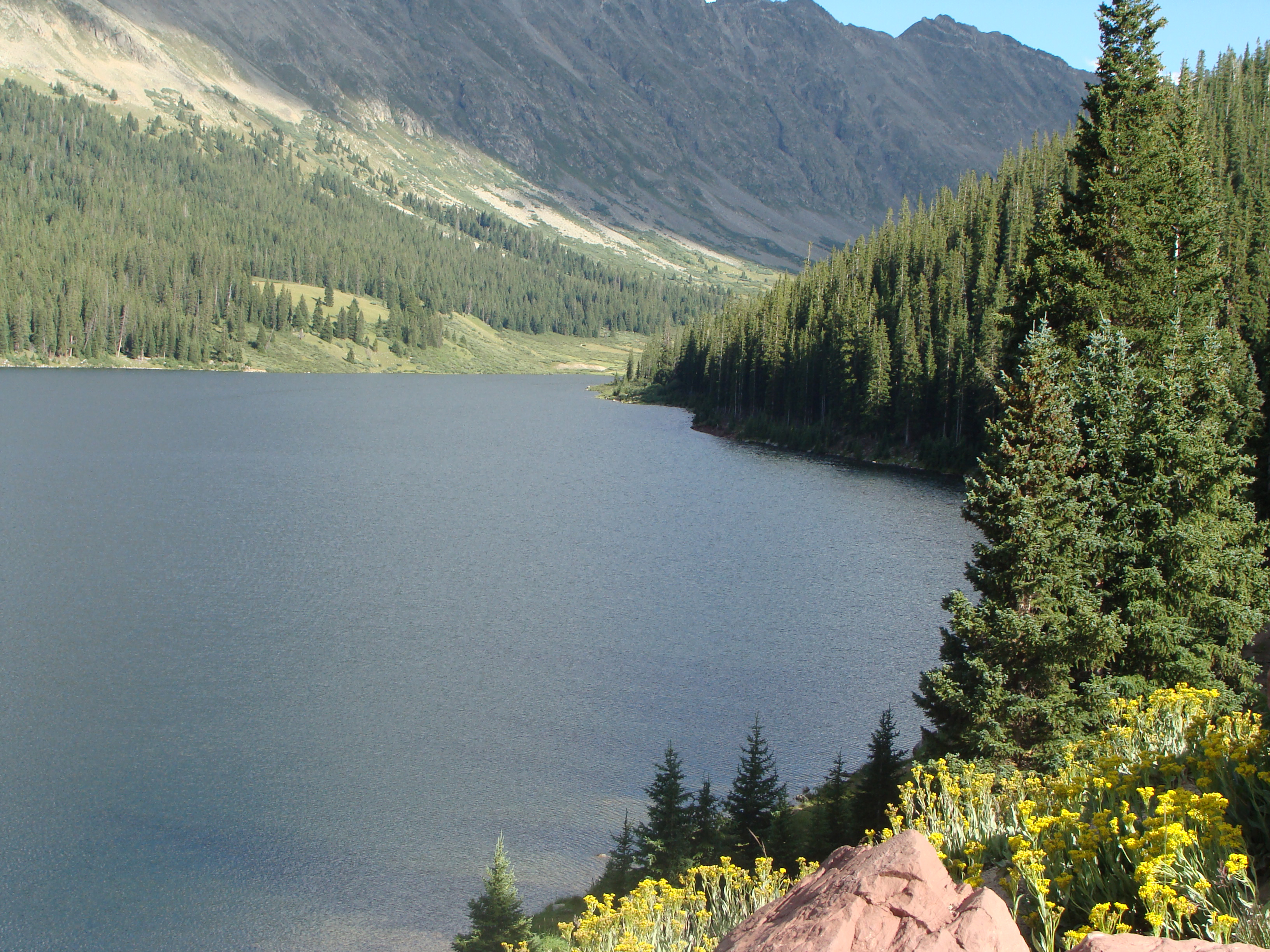
Der Lake Clinton im Pike National Forest

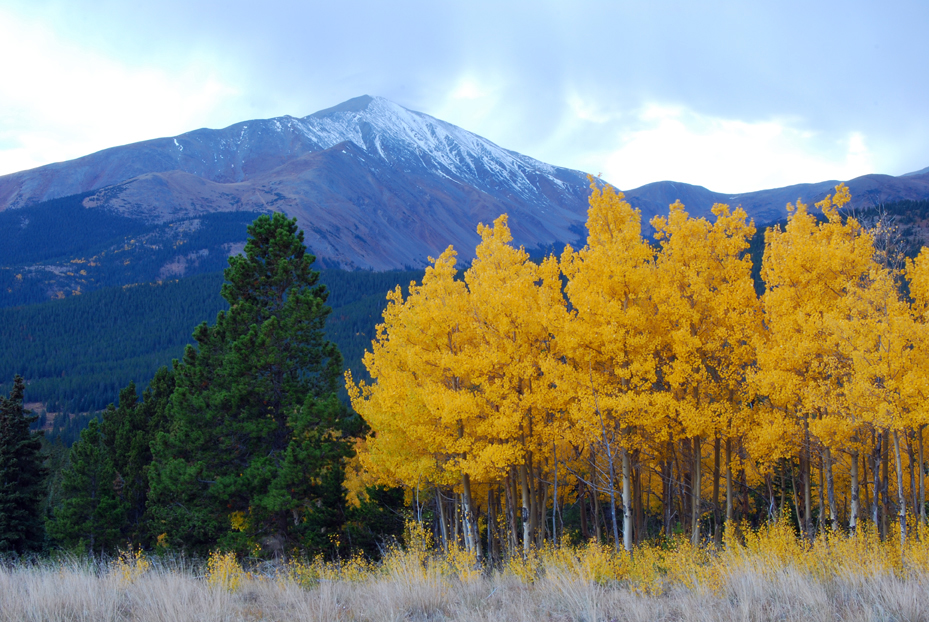
Der Mount Silverheels

Nach der Volkszählung im Jahr 2000 lebten im County 20.555 Menschen. Es gab 7.993 Haushalte und 5.922 Familien. Die Bevölkerungsdichte betrug 14 Einwohner pro Quadratkilometer. Ethnisch betrachtet setzte sich die Bevölkerung zusammen aus 94,92 Prozent Weißen, 0,55 Prozent Afroamerikanern, 0,97 Prozent amerikanischen Ureinwohnern, 0,58 Prozent Asiaten, 0,08 Prozent Bewohnern aus dem pazifischen Inselraum und 0,90 Prozent aus anderen ethnischen Gruppen; 2,00 Prozent stammten von zwei oder mehr Ethnien ab. 3,49 Prozent der Gesamtbevölkerung waren spanischer oder lateinamerikanischer Abstammung.
Von den 7.993 Haushalten hatten 33,6 Prozent Kinder und Jugendliche unter 18 Jahre, die bei ihnen lebten. 64,2 Prozent waren verheiratete, zusammenlebende Paare, 6,6 Prozent waren allein erziehende Mütter. 25,9 Prozent waren keine Familien. 19,6 Prozent waren Singlehaushalte und in 4,0 Prozent lebten Menschen im Alter von 65 Jahren oder darüber. Die Durchschnittshaushaltsgröße betrug 2,56 und die durchschnittliche Familiengröße lag bei 2,94 Personen.
Auf das gesamte County bezogen setzte sich die Bevölkerung zusammen aus 25,9 Prozent Einwohnern unter 18 Jahren, 5,6 Prozent zwischen 18 und 24 Jahren, 31,2 Prozent zwischen 25 und 44 Jahren, 29,8 Prozent zwischen 45 und 64 Jahren und 7,5 Prozent waren 65 Jahre alt oder darüber. Das Durchschnittsalter betrug 39 Jahre. Auf 100 weibliche Personen kamen 102,7 männliche Personen, auf 100 Frauen im Alter ab 18 Jahren kamen statistisch 100,9 Männer.
Das jährliche Durchschnittseinkommen eines Haushalts betrug 50.165 USD, das Durchschnittseinkommen der Familien betrug 57.071 USD. Männer hatten ein Durchschnittseinkommen von 37.194 USD, Frauen 26.934 USD. Das Prokopfeinkommen betrug 23.412 USD. 5,4 Prozent der Bevölkerung und 3,4 Prozent der Familien lebten unterhalb der Armutsgrenze. Darunter waren 6,9 Prozent der Bevölkerung unter 18 Jahren und 4,2 Prozent der Einwohner ab 65 Jahren.

## Sehenswürdigkeiten

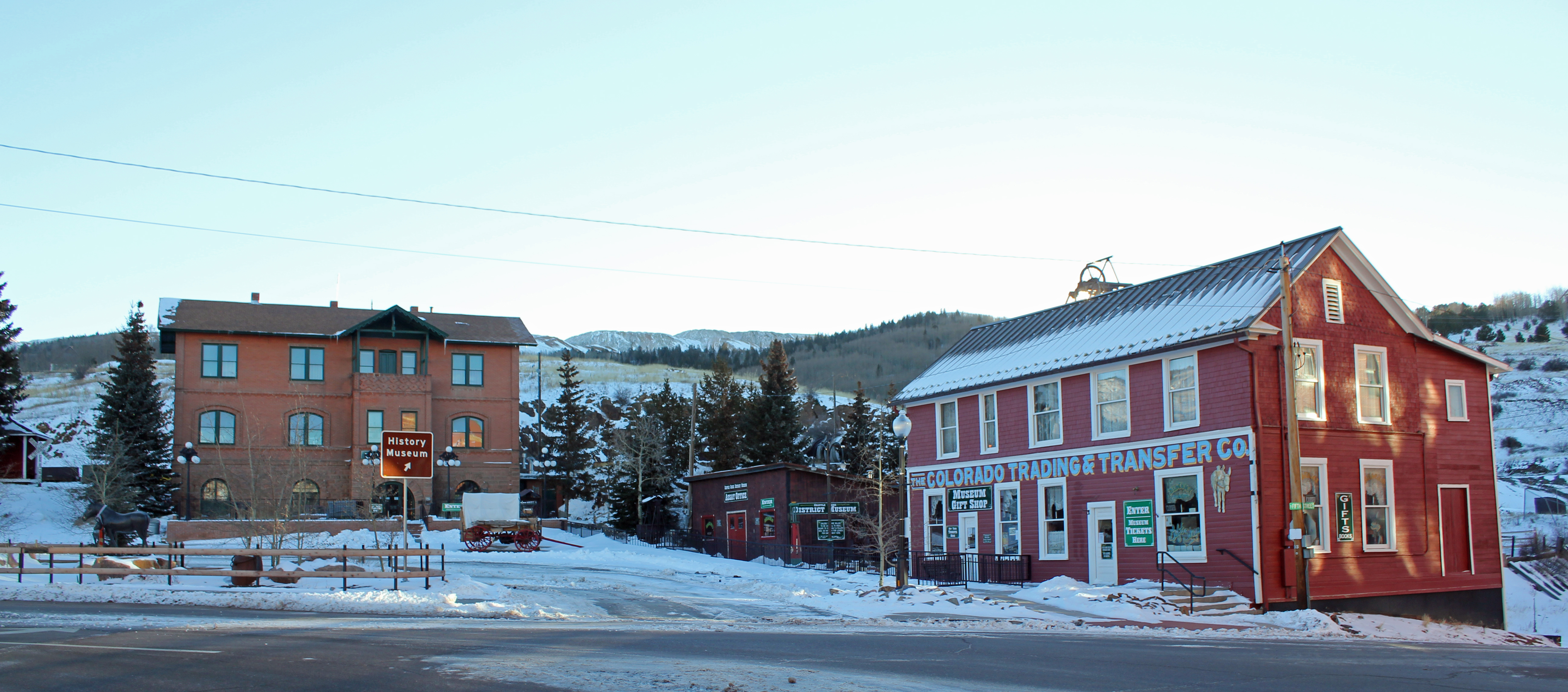
Cripple Creek District Museum im Cripple Creek Historic District (2013). Dieser Bezirk umfasst den Ort und die umliegenden Berge. Cripple Creek entstand ab 1890 als Goldgräberstadt im Zuge des Colorado Gold Rush. Im Juli 1961 erhielt das Areal den Status eines National Historic Landmark zuerkannt.

Zehn Bauwerke, Stätten und historische Bezirke (Historic Districts) im Teller County sind im National Register of Historic Places („Nationales Verzeichnis historischer Orte“; NRHP) eingetragen (Stand 28. September 2022), wobei der Cripple Creek Historic District den Status eines National Historic Landmarks („Nationales historisches Wahrzeichen“) hat.

## Orte im Teller County
- Beacon Hill
- Cripple Creek
- Crystola
- Divide
- Elkton
- Fairview
- Florissant
- Goldfield
- Green Mountain Falls
- Hollywood
- Marigold
- Midland
- Midway
- Rosemont
- Stratton
- Victor
- Woodland Park